# Allocapnia tsalagi
Allocapnia tsalagi är en bäcksländeart som beskrevs av Scott A.Grubbs 2008. Allocapnia tsalagi ingår i släktet Allocapnia och familjen småbäcksländor. Inga underarter finns listade i Catalogue of Life.